# Thumbshirn (Adelsgeschlecht)

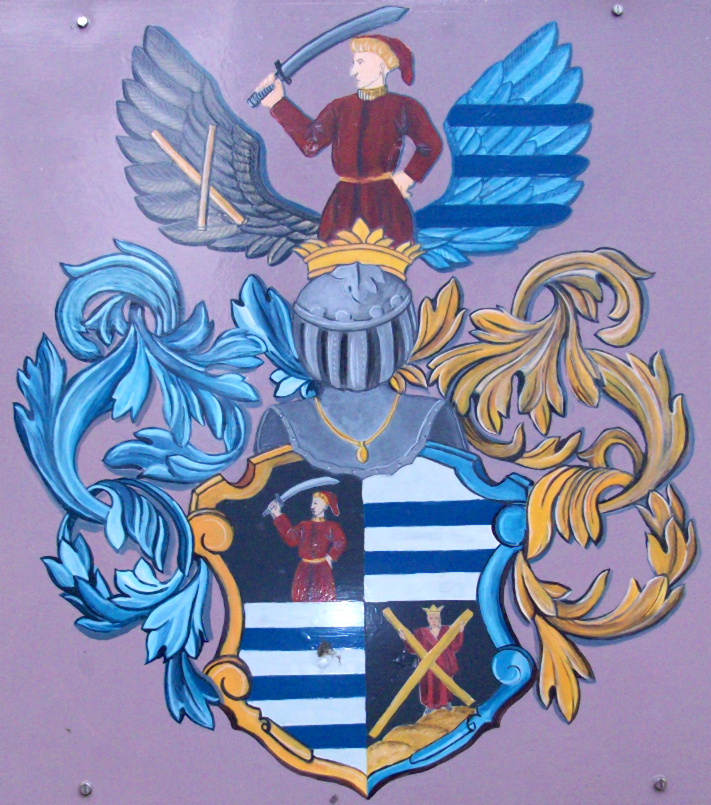
Wappen des Adelsgeschlechts von Thumbshirn

Thumbshirn, auch Thomser, Thumser, Thumshorn, Thomashirn o. ä. ist ein altes, ausgestorbenes Adelsgeschlecht aus dem Vogtland und der Landgrafschaft Thüringen, das später auch in der Markgrafschaft Meißen ansässig wurde.

## Geschichte
Über den Ursprung und die ältesten Vertreter des Geschlechtes gibt es unterschiedliche, teilweise umstrittene und widersprüchliche Ansichten. Das Geschlecht starb in der 1. Hälfte des 18. Jahrhunderts in männlicher Linie aus.

## Persönlichkeiten
- Wilhelm von Thumbshirn († 1551), kursächsischer Oberst und Akteur im Schmalkaldischen Krieg
- Wolfgang Conrad von Thumbshirn (1604–1667), Verhandlungsführer und Mitunterzeichner des Westfälischen Friedens sowie ab 1653 fürstlich-sachsen-altenburgischer Kanzler

## Wappen
Blasonierung der Grundform: In Silber zwei blaue Querbalken.